# Biviers
Biviers település Franciaországban, Isère megyében. Lakosainak száma 2327 fő (2022. január 1.). Biviers Le Sappey-en-Chartreuse, Meylan, Montbonnot-Saint-Martin és Saint-Ismier községekkel határos.

## Népesség
A település népességének változása:
| Lakosok száma | 964  | 2147 | 2258 | 2360 | 2325 | 2324 | 2386 | 2331 | 2304 | 2327 |
|               | 1968 | 1982 | 1990 | 2006 | 2013 | 2015 | 2017 | 2019 | 2020 | 2022 |